# Jerzewo (województwo kujawsko-pomorskie)
Jerzewo – zniesiona wieś w Polsce, położona w województwie kujawsko-pomorskim, w powiecie włocławskim, w gminie Choceń. Miejscowość wchodzi w skład sołectwa Choceń.
W latach 1975–1998 miejscowość należała administracyjnie do województwa włocławskiego.
Nazwa miejscowości została zniesiona z 2022 r.